# Utvik (Stryn)
Utvik este o localitate din comuna Stryn, provincia Sogn og Fjordane, Norvegia, cu o populație de 332 locuitori (2013).